# Берёзовка (Болотнинский район)
Берёзовка — деревня в Болотнинском районе Новосибирской области. Входит в Ачинский сельсовет.

## География
Площадь деревни — 47 гектар

## История
Основана в 1907 г. В 1926 году посёлок Березовский состоял из 75 хозяйств, основное население — русские. Центр Березовского сельсовета Болотнинского района Томского округа Сибирского края.

## Население
| 2002 | 2007 | 2010 |
| ---- | ---- | ---- |
| 58   | ↘19  | ↘10  |

## Инфраструктура
В деревне по данным на 2007 год отсутствует социальная инфраструктура.